# Еку
Еку (понякога изписвано като ейку и иеку) е древно оръжие от Окинава, Япония.
Произлиза от весло (гребло) с дължина около 160 см. Греблото се адаптирало за използване като оръжие за самозащита от рибари, защитаващи се от врагове, въоръжени с по-конвенционални оръжия.
Техниката при екуто е близка до тази на пръта; може да се използва и като се хвърля пясък в очите на опонента. Екуто има изместен център на тежестта и е по-тежко от бо. Поради това се смята, че е по-трудно за овладяване от останалите оръжия. При екуто се разчита на мощта, при големи атаки чрез завъртане.
Екуто се използва и във филма „Брука Хиндиу“, където то представлява мистериозно оръжие, съдържащо голяма сила.